# عربة ذاتية الدفع

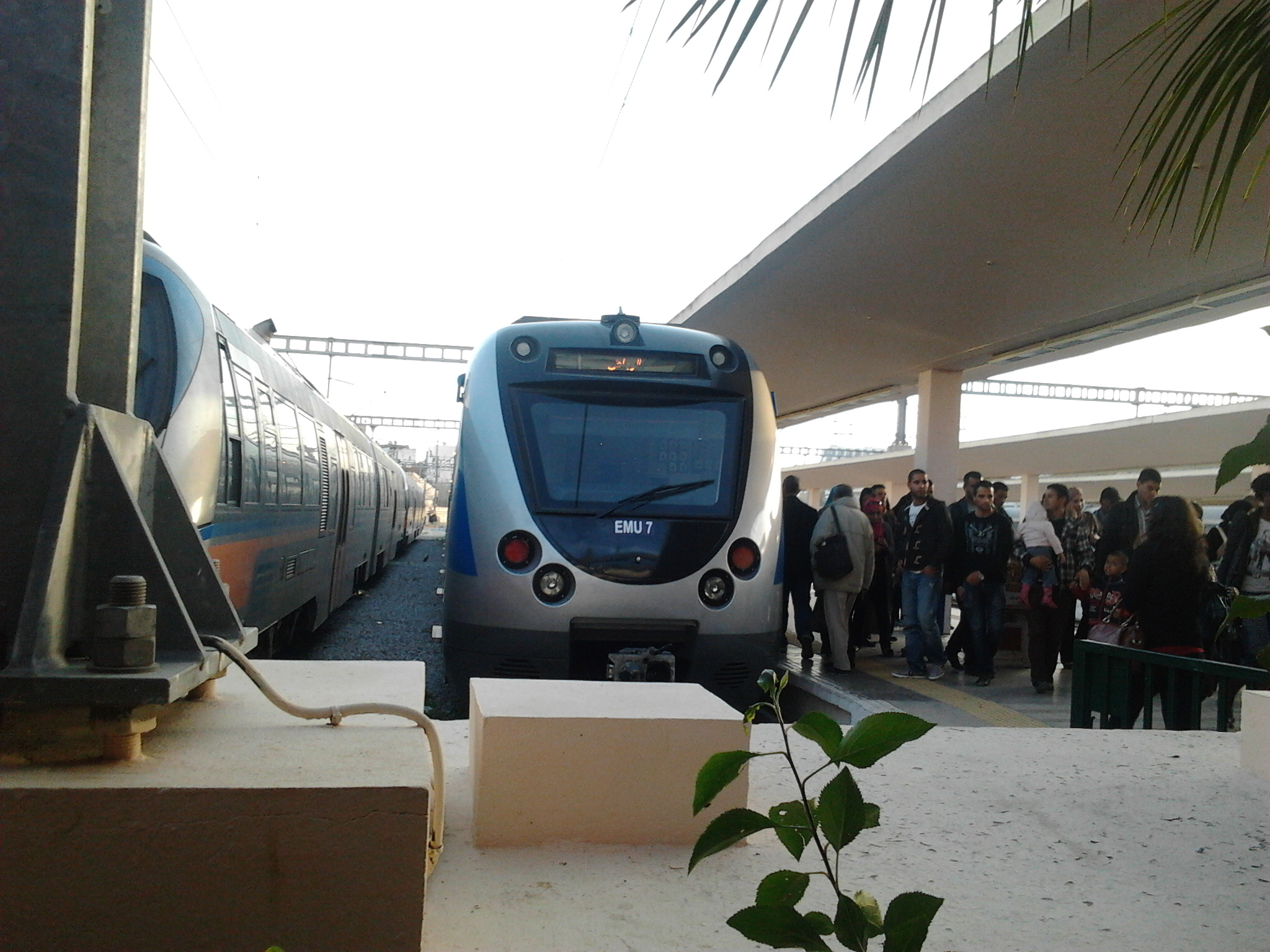
عربة ذاتية الجر في إحدى محطات تونس العاصمة.

القطار ذاتي الجر أو القطار ذاتي الدفع تحتوي بعض عرباته أو كلها على محركات (احتراقية أو كهربائية) وتسمى عربات ذاتية الجر أو عربات ذاتية الدفع، تقوم بدفع القطار، بدلا من قاطرة (جرار) تجر مقطورات. ويُمكن مثلا فصل بعض العربات ذاتية الجر أو دمجها حسب الحاجة (مثلا في ساعة الذروة).

## معرض صور

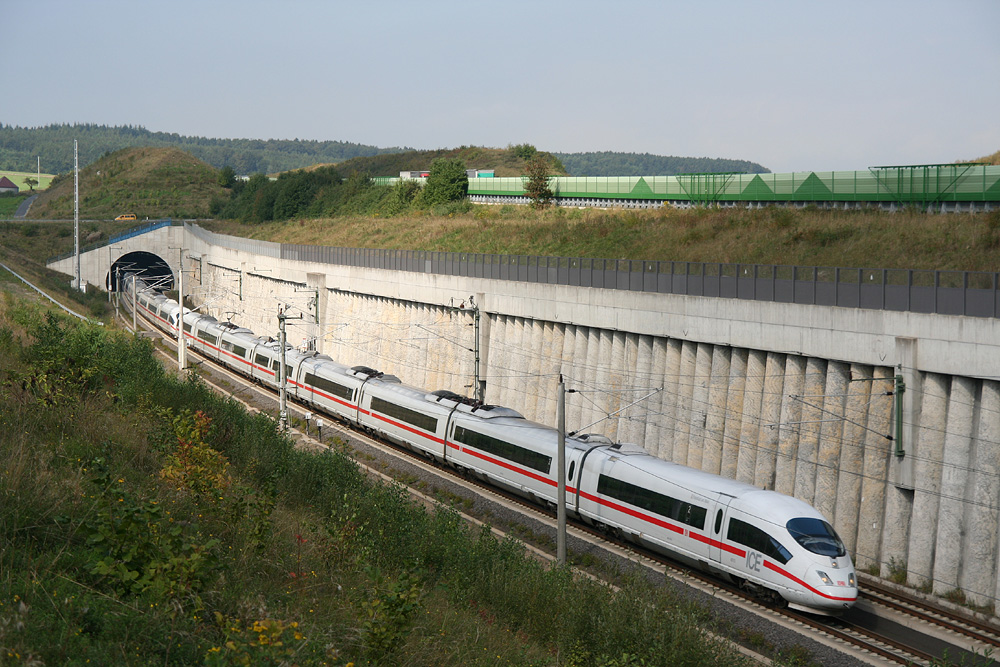
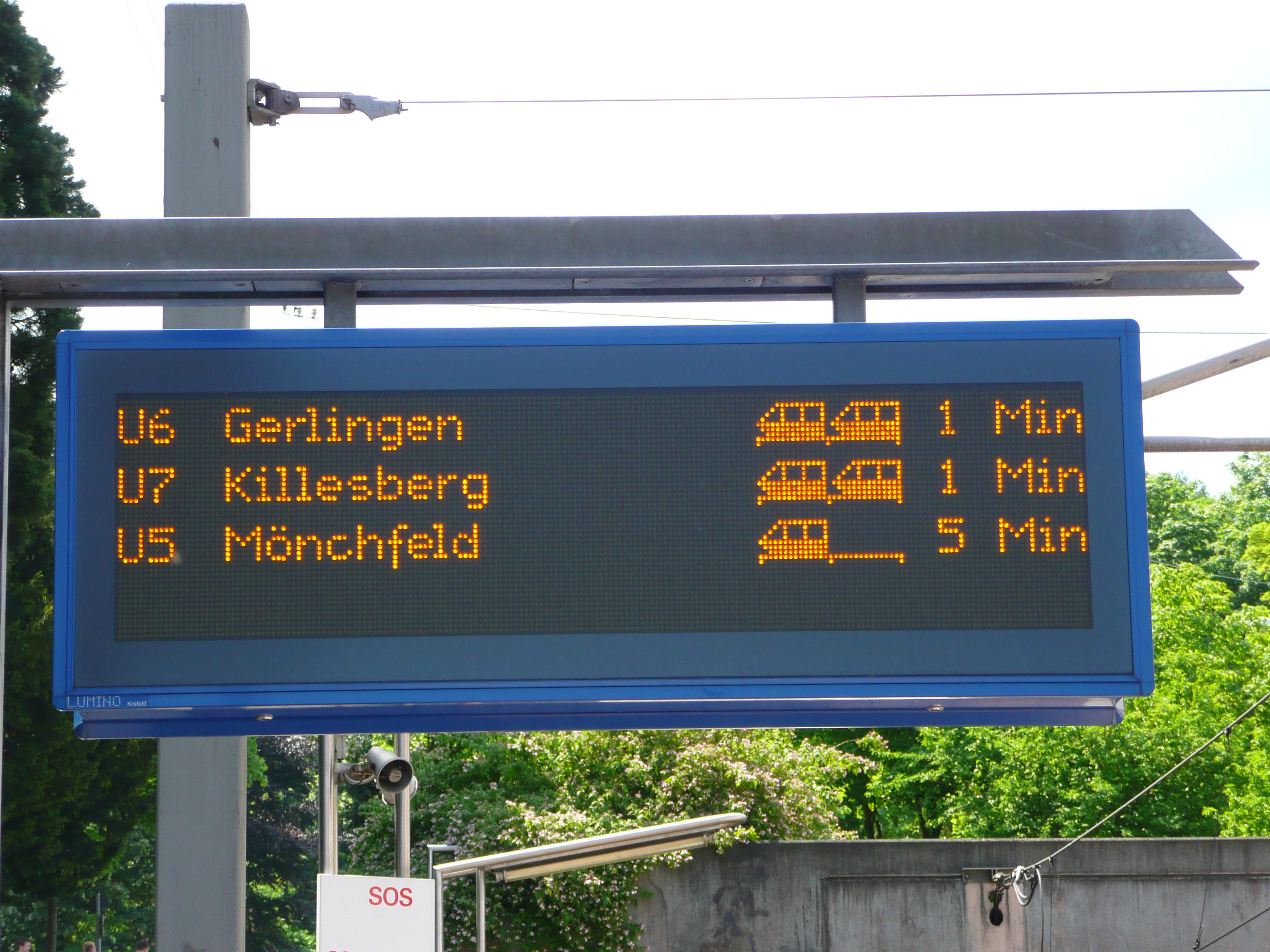
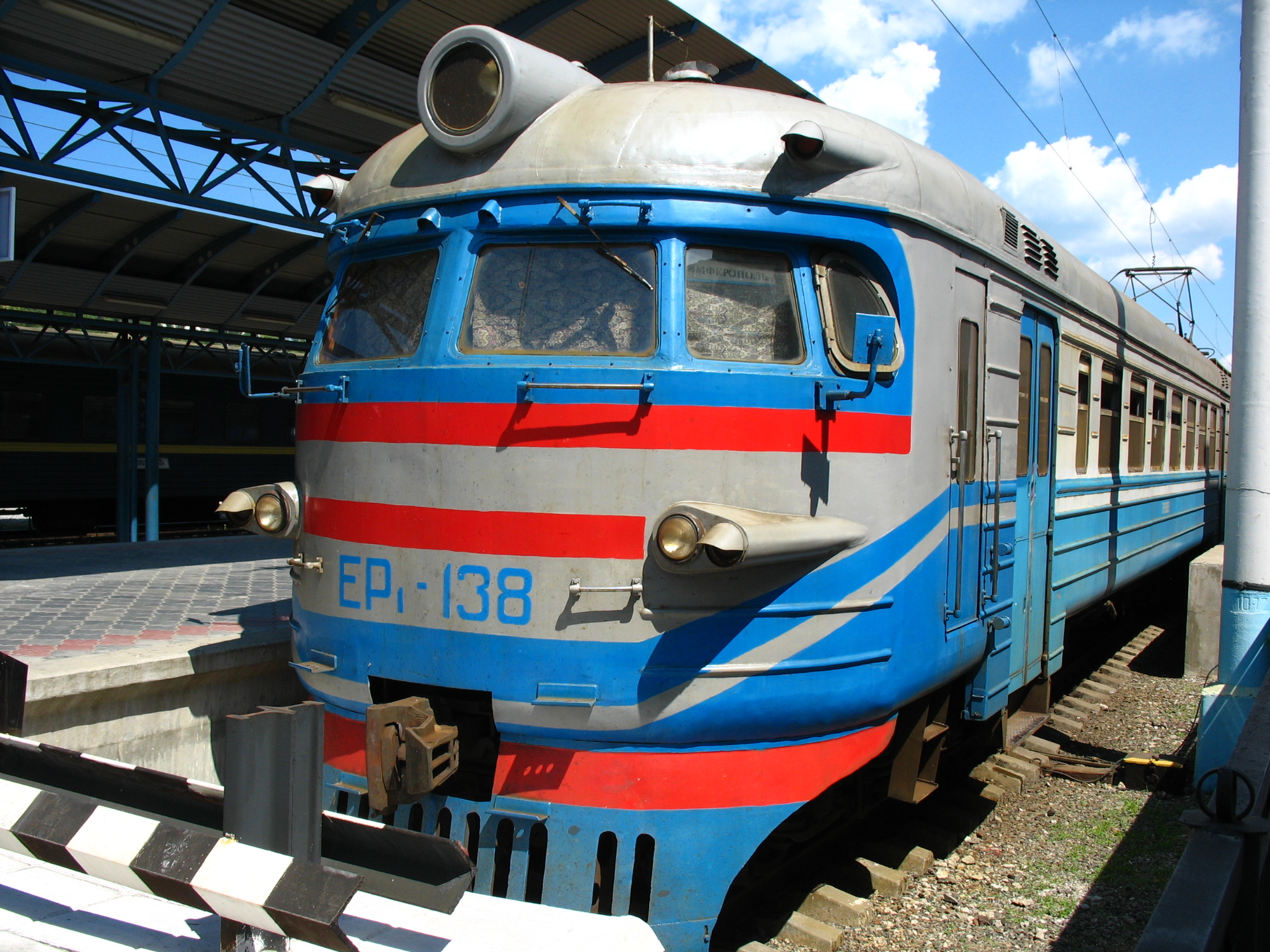
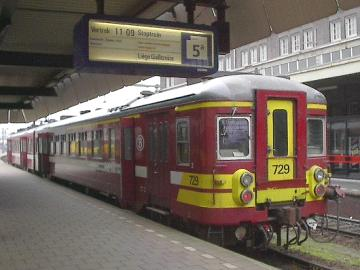
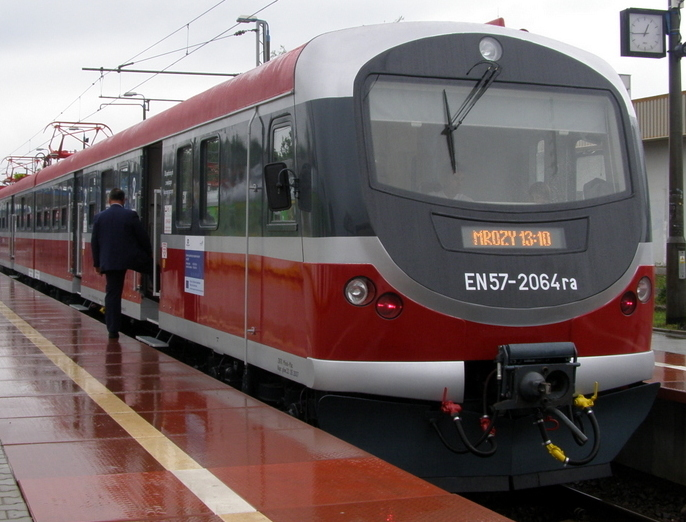